# Малка нотура
Малката нотура (Nothura minor) е вид птица от семейство Тинамуви (Tinamidae). Видът е световно застрашен, със статут Уязвим.

## Разпространение
Видът е разпространен в Бразилия и Парагвай.